# Kwartelgevecht

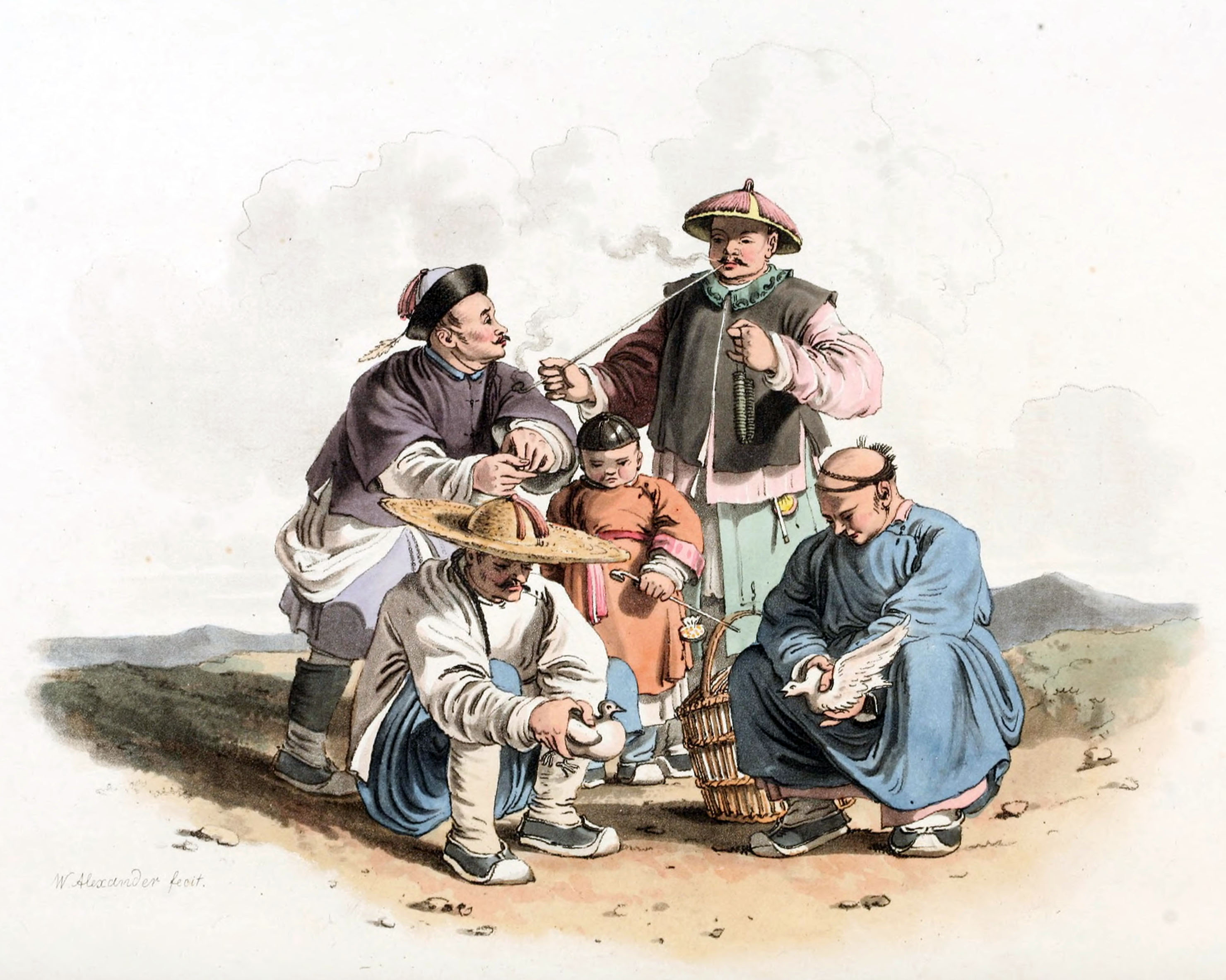
Kwartelgevecht in China

Een kwartelgevecht is in sommige landen een traditionele vorm van volksvermaak, waarbij twee kwartelhanen tegen elkaar moeten vechten. De traditie gaat terug tot aan de Griekse en Romeinse tijd.  De sterkste kwartel zal de zwakste doden. 
De kwartelhanen vechten met elkaar om leider te kunnen worden van de groep. Er worden weddenschappen afgesloten over de winnende haan. 
Kwartelgevechten worden onder andere gehouden in China en Afghanistan. 